# Palais Balbi
Pour les articles homonymes, voir Balbi.
Le palais Balbi (en italien : Palazzo Balbi) est un palais de Venise, situé dans le quartier de Dorsoduro et surplombant le Grand Canal, entre la Ca 'Foscari et le palais Caotorta Angaran. C'est le siège officiel du président de la région Vénétie et du conseil régional.

## Histoire
Le palais Balbi est un bâtiment de la seconde moitié du XVIe siècle, construit sur un projet d'Alessandro Vittoria pour être la maison de la famille noble Balbi. Le client s'appelait Nicolò Balbi. Le chantier ne dura que huit ans, de 1582 à 1590, peut-être en raison de l'urgence du propriétaire à trouver un nouveau logement.
De nombreuses restaurations ont eu lieu au fil des ans, dont celle de 1737 commandée par Lorenzo Balbi et la suivante qui a vu l'ajout d'œuvres de Jacopo Guarana. En 1807, Napoléon Bonaparte y fut accueilli, qui put ainsi assister à la régate organisée en son honneur. Au fil des ans, le bâtiment a souvent été loué. Déjà dans le testament du fondateur, il ressort que l'un des étages nobles avait été loué avec les chambres en mezzanine à Almorò Pisani.
En 1887, il passa à Michelangelo Guggenheim, qui l'élit comme siège de ses « laboratoires des arts industriels », le modernisa et y apporta sa collection d'art personnelle, mise aux enchères en 1913.
Il passa en 1925 à la Société adriatique d'électricité. Celle-ci l'a alors restructuré, ce qui a entraîné la démolition d'un des deux escaliers monumentaux.
En 1971, le bâtiment est devenu la propriété de la région Vénétie qui en a fait l'un de ses bureaux les plus prestigieux, où réside le président de la région. En 1973, il subit une nouvelle intervention conservatrice.
Le 13 janvier 2020, le gouverneur Luca Zaia annonce la vente du siège régional, avec un prix de départ de 26,4 millions d'euros.
Le bâtiment comporte trois étages, avec une mezzanine et une mezzanine dans les combles, et présente une façade en pierre d'Istrie parfaitement symétrique, qui montre les premiers signes de l'architecture baroque tout en respectant les formes de la Renaissance. Un élément significatif de cette transition est l'accentuation du clair-obscur sur la façade.

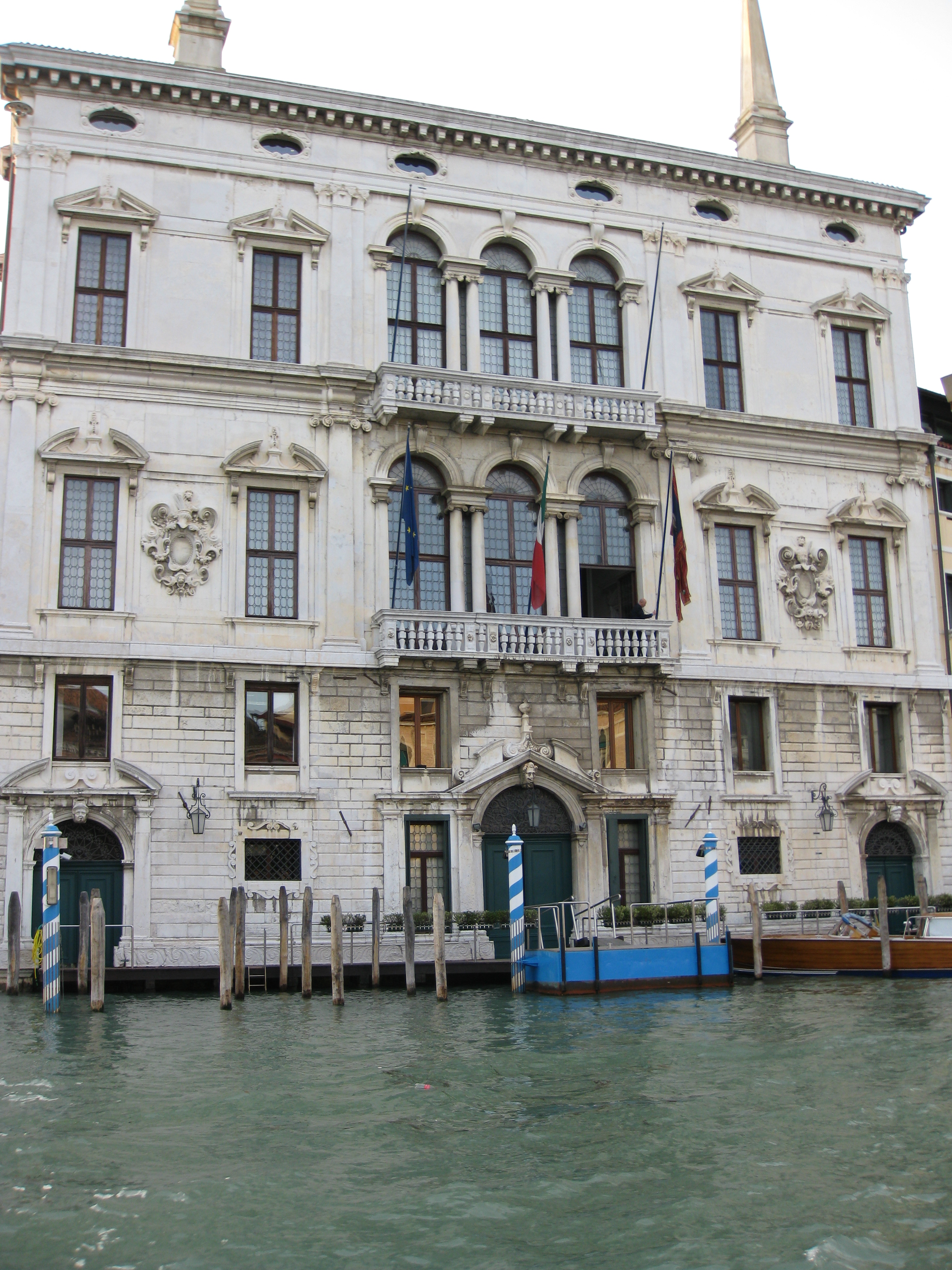
La façade du palais Balbi